# Danilo Dell'Omo
Danilo Dell'Omo (Velletri, 9 agosto 1983) è un pilota motociclistico italiano.

## Carriera
Esordisce nella Superstock 1000 FIM Cup nel 2006, a bordo di una Suzuki GSXR1000 K6 del T.C.M. Team Cruciani Moto, terminando la stagione al dodicesimo posto con 43 punti. Nello stesso anno corre nel campionato italiano Superstock 1000, con la stessa motocicletta della FIM Cup, terminando 7º con 44 punti.
Nel 2007 continua nella Superstock 1000 FIM Cup, passando al team UnionBike Gimotorsport con una MV Agusta F4 312 R, terminando la stagione al 18º posto con 19 punti. Nella stessa stagione si classifica ottavo nel CIV Stock 1000, utilizzando la stessa moto del mondiale. Nel 2008 esordisce nel mondiale Supersport, alla guida della Honda CBR600RR del team HP Racing, ma non ottiene punti per la classifica piloti. Nella stessa stagione e con la stessa moto, prende parte a due gare del campionato italiano Supersport dove si classifica ventiduesimo con sei punti. Nel 2009 passa al team Kuja Racing, ottenendo come miglior risultato un nono posto a Donington e terminando la stagione al 19º posto con 27 punti. Nel 2010 resta nello stesso team, con compagna di squadra Paola Cazzola. Ottiene come miglior risultato un decimo posto al Nürburgring e termina la stagione al 19º posto con 13 punti. Contestualmente al mondiale, è pilota titolare nel CIV Stock 1000 dove chiude al terzo posto.
Nel 2011 passa a guidare la Triumph Daytona 675 del team Suriano Racing, con compagno di squadra Ronan Quarmby. Conquista ventisei punti che gli consentono di chiudere la stagione al diciassettesimo posto. Nel 2012 è tredicesimo in classifica nel CIV Supersport. Nel 2013 disputa quattro gare nel campionato Italiano Superbike, con il team X MAS Racing Team ed una MV Agusta F4 RR, il compagno di squadra è Lorenzo Lanzi. Dell'Omo conquista l'unico punto stagionale per MV Agusta, è iscritto anche ad alcune gare nella categoria Supersport, con una Suzuki, ma non ottiene punti.

## Risultati nel mondiale Supersport
| 2008 | Moto  |    |    |     |    |    |    |    |    |    |    |     |  |  |  | Punti | Pos. |
| ---- | ----- | -- | -- | --- | -- | -- | -- | -- | -- | -- | -- | --- |  |  |  | ----- | ---- |
| 2008 | Honda | 23 | 23 | Rit | 22 | 19 | 20 | 20 | 17 | 16 | 19 | Rit |  |  |  | 0     |      |

| 2009 | Moto  |    |    |     |    |    |    |     |    |   |    |    |    |    |    | Punti | Pos. |
| ---- | ----- | -- | -- | --- | -- | -- | -- | --- | -- | - | -- | -- | -- | -- | -- | ----- | ---- |
| 2009 | Honda | 21 | 16 | Rit | 18 | 19 | 15 | Inf | 13 | 9 | 12 | 10 | 10 | NC | 17 | 27    | 19º  |

| 2010 | Moto  |    |    |     |    |     |     |     |    |     |    |    |  |  |  | Punti | Pos. |
| ---- | ----- | -- | -- | --- | -- | --- | --- | --- | -- | --- | -- | -- |  |  |  | ----- | ---- |
| 2010 | Honda | 15 | 15 | Rit | 13 | Rit | Rit | Inf | 14 | Rit | 19 | 10 |  |  |  | 13    | 19º  |

| 2011 | Moto    |    |     |    |    |     |    |    |     |    |    |     |     |  |  | Punti | Pos. |
| ---- | ------- | -- | --- | -- | -- | --- | -- | -- | --- | -- | -- | --- | --- |  |  | ----- | ---- |
| 2011 | Triumph | 10 | Rit | 14 | 11 | Rit | 14 | 11 | Rit | 16 | 10 | Rit | Rit |  |  | 26    | 17º  |

| Legenda | 1º posto        | 2º posto            | 3º posto           | A punti      | Senza punti        | Grassetto – Pole position Corsivo – Giro più veloce |
| Legenda | Gara non valida | Non qual./Non part. | Ritirato/Non class | Squalificato | '-' Dato non disp. | Grassetto – Pole position Corsivo – Giro più veloce |